# Insel-Graufuchs
Der Insel-Graufuchs oder Kalifornische Insel-Graufuchs (Urocyon littoralis) ist eine Art der Graufüchse. Er lebt nur auf sechs der acht Kanalinseln vor der Küste Kaliforniens und ist damit eine endemische Art.
In Nordamerika ist der Insel-Graufuchs die kleinste unter den dort heimischen Fuchsarten. Weltweit ist nur noch der Fennek kleiner als diese Art.

## Merkmale

### Größe und Gewicht

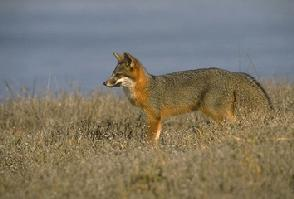
Jagender Insel-Graufuchs

Der Insel-Graufuchs ist wesentlich kleiner als der Festland-Graufuchs; seine Größe entspricht etwa der einer Hauskatze. Die Schulterhöhe beträgt etwa 30 bis 33 Zentimeter und die Kopfrumpflänge etwa 48 bis 50 Zentimeter, hinzu kommen bis 29 Zentimeter Schwanzlänge. Beim Festland-Graufuchs beträgt die Kopfrumpflänge dagegen bis zu 68 Zentimeter und die Schwanzlänge bis 44 Zentimeter.
Die Insel-Graufüchse wiegen zwischen 1,3 und 2,8 Kilogramm, wobei das Männchen immer größer und schwerer ist als das Weibchen. Von den sechs verschiedenen Unterarten lebt die größte auf Santa Catalina, die kleinste Unterart kommt auf Santa Cruz Island vor.

### Fell
Am Rücken des Fuchses hat das Fell eine graue Färbung; die Körperseiten sind rostrot. Unterbauch, Kopf und die untere Hälfte des Gesichtes sind dagegen weiß gefärbt. Die Schwanzspitze ist schwarz. Im Unterschied zum Graufuchs ist das Fell insgesamt dunkler.
Der Haarwechsel fällt in die Monate von August bis November. Bis zu ihrem ersten Haarwechsel ist das Fell der Welpen wolliger und dunkler gefärbt als das der ausgewachsenen Insel-Graufüchse.

## Verbreitung

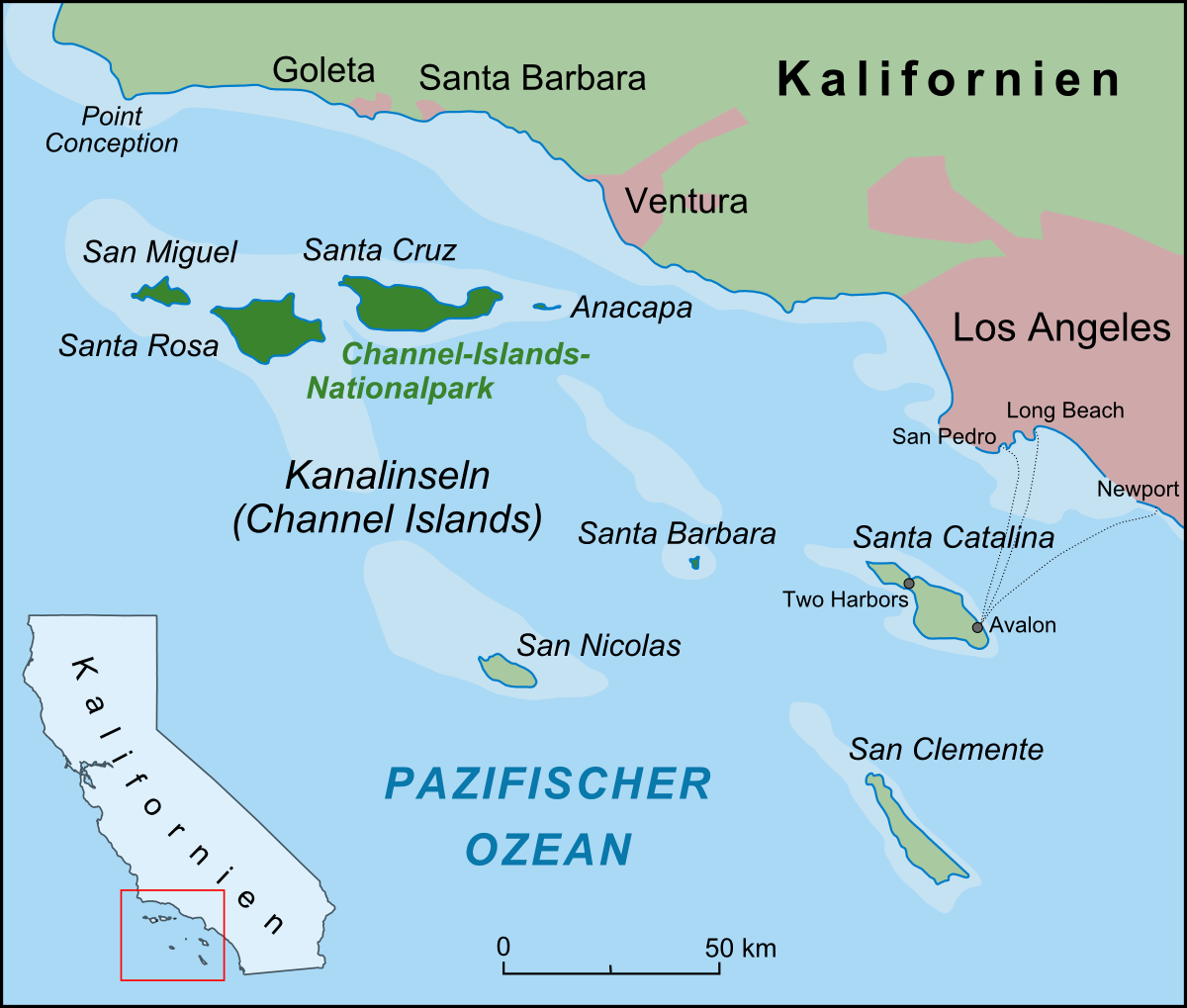
Kanalinseln von Kalifornien – auf sechs von acht Inseln lebt der Insel-Graufuchs

Das Verbreitungsgebiet des Insel-Graufuchses beschränkt sich heute auf die sechs größten der acht Kanalinseln vor der Küste Kaliforniens:
- Urocyon littoralis littoralis auf San Miguel Island
- Urocyon littoralis santarosae auf Santa Rosa Island
- Urocyon littoralis santacruzae auf Santa Cruz Island
- Urocyon littoralis dickeyi auf San Nicolas Island
- Urocyon littoralis catalinae auf Santa Catalina Island
- Urocyon littoralis clementae auf San Clemente Island

## Lebensweise
Die kalifornischen Kanalinseln umfassen trotz ihrer verhältnismäßig geringen Größe eine Reihe unterschiedlicher Habitate. Dazu gehören Eichen- und Pinien-Wälder der gemäßigten Klimazone, Grassteppen und Dünengebiete sowie Strauchzonen aus Salbei-Arten. Die Füchse nutzten jeden dieser Lebensräume. Auf den Inseln, auf denen sie seit den 1990er Jahren einer starken Bejagung durch den Steinadler ausgesetzt sind, meiden sie jedoch offenes Gelände.

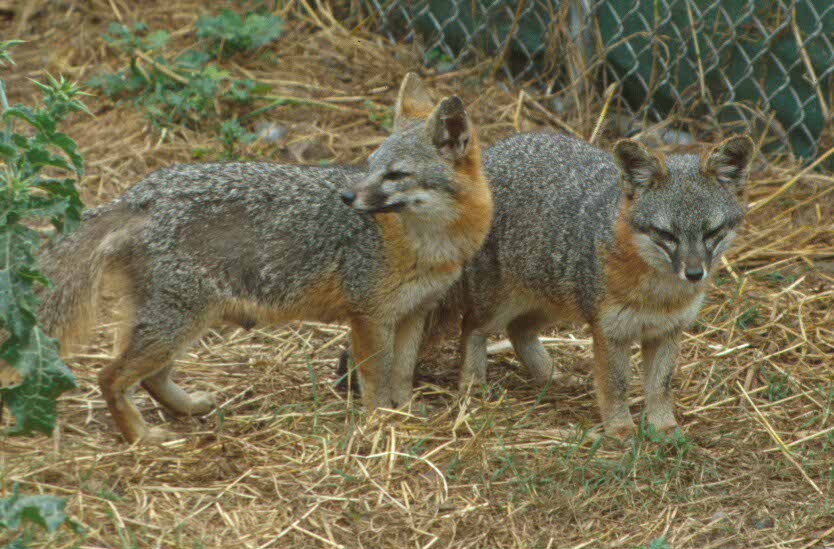
Ein Paar von Insel-Graufüchsen

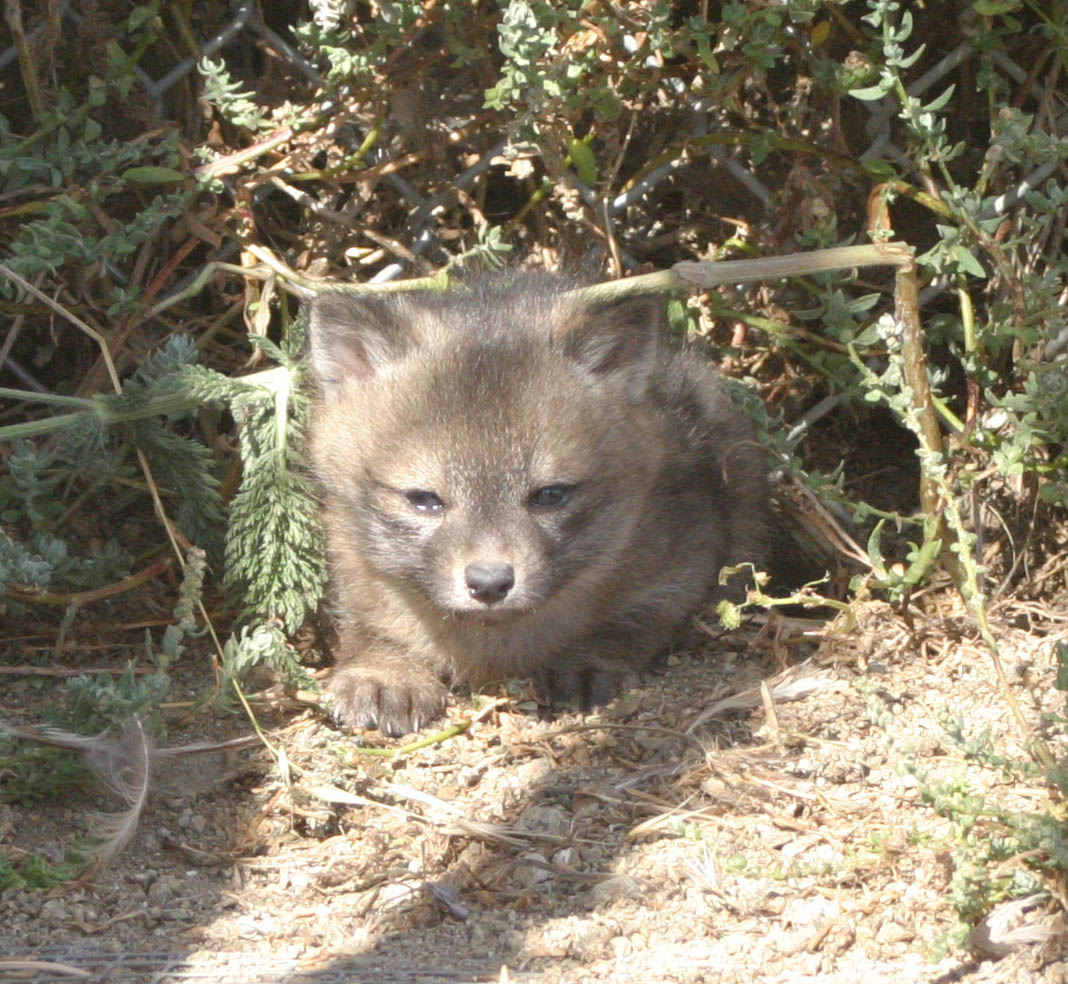
Welpe des Insel-Graufuchses

Untereinander kommunizieren die Füchse mit Lauten, visuellen Signalen und Geruchsmarken. Ihre Reviergrenzen markieren sie beispielsweise mit Urin und Kot.
Insel-Graufüchse zeigen wenig Scheu vor dem Menschen und sind verhältnismäßig einfach zu zähmen. Diese geringe Scheu, die häufig bei Inselarten auftritt, ist darauf zurückzuführen, dass sie über lange Zeit keinen Kontakt zum Menschen hatten und ihn so nicht als Bedrohung wahrnehmen.

### Ernährung
Ihre Nahrung besteht aus Früchten, Insekten, Vögeln, Eiern, Krebsen und kleinen Säugetieren. Auf ihrer Nahrungssuche durchstöbern sie die Inseln gewöhnlich allein. Die Füchse sind überwiegend tagaktiv, wobei ihr Aktivitätsmuster in Abhängigkeit von der Jahreszeit schwankt. Während des Winterhalbjahres suchen sie auch während der Nacht nach Nahrung. Am aktivsten auf Nahrungssuche sind sie jedoch jeweils während der Morgen- und Abenddämmerung. Zu den ungewöhnlichen Eigenschaften der Insel-Graufüchse gehört auch ihre Vorliebe, bei der Nahrungssuche auf Bäume zu klettern. Diese Eigenschaft teilen sie mit dem Festland-Graufuchs.

### Fortpflanzung und Lebenserwartung
Insel-Graufüchse bilden normalerweise monogame Paare. Ab Januar, wenn die Ranzzeit beginnt, kann man die Paare häufig gemeinsam beobachten. Die Tragzeit beträgt zwischen 33 und 50 Tagen, so dass die Welpen von Ende Februar bis Mitte März zur Welt kommen.
Die Fähe bringt pro Wurf zwischen ein und fünf Welpen in einem Bau zur Welt. Die normale Wurfgröße besteht aus zwei bis drei Welpen. Das Muttertier säugt die Welpen sieben bis neun Wochen lang. Im Frühsommer verlassen die Welpen den Bau. Geschlechtsreif sind die Jungfüchse bereits in einem Alter von 10 Monaten. Die Weibchen paaren sich normalerweise vor Abschluss ihres ersten Lebensjahres.
In der Wildnis erreichen Insel-Graufüchse ein Lebensalter von vier bis sechs Jahren. In menschlicher Obhut werden sie bis zu acht Jahre alt.

## Systematik und Evolution
Die wissenschaftliche Erstbeschreibung des Insel-Graufuchs stammt von Spencer Fullerton Baird aus dem Jahr 1857. Baird beschrieb die Art als Vulpes littoralis und ordnete sie damit in die Gattung Vulpes ein. Die Erstbeschreibung erfolgte auf der Basis eines Individuums von San Miguel Island.
Der Insel-Graufuchs bildet heute gemeinsam mit dem Graufuchs die Gattung Urocyon. Auf der Basis von morphologischen und molekularbiologischen Daten wurden beide gemeinsam als Schwestergruppe der gesamten rezenten Hunde eingeordnet, während sie in klassischen Systematiken in der Regel den Echten Füchsen (Vulpini) zugeordnet werden. Diese Position als Schwestergruppe aller Hunde wurde 2012 bestätigt, wobei eine Abspaltung der Vorfahren der Graufüchse von denen aller anderen Hunde wahrscheinlich vor etwa 16,5 Millionen Jahren stattfand, die Auftrennung in die beiden heute bekannten Arten jedoch erst vor etwa einer Million Jahren.

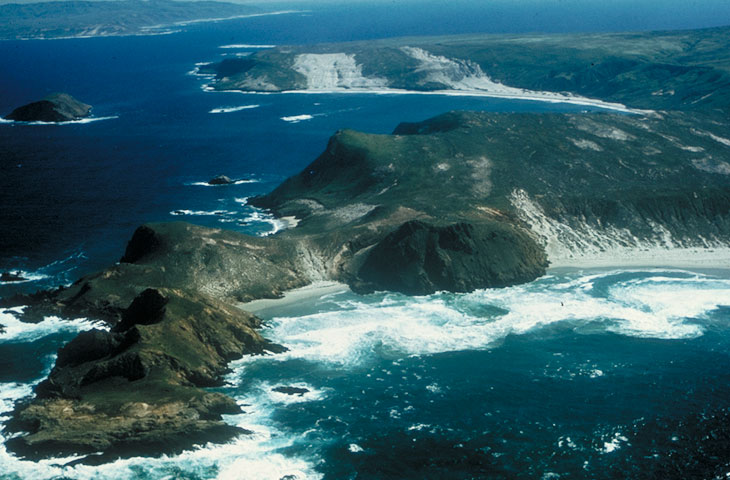
Luftaufnahme der Küste der Kanalinseln

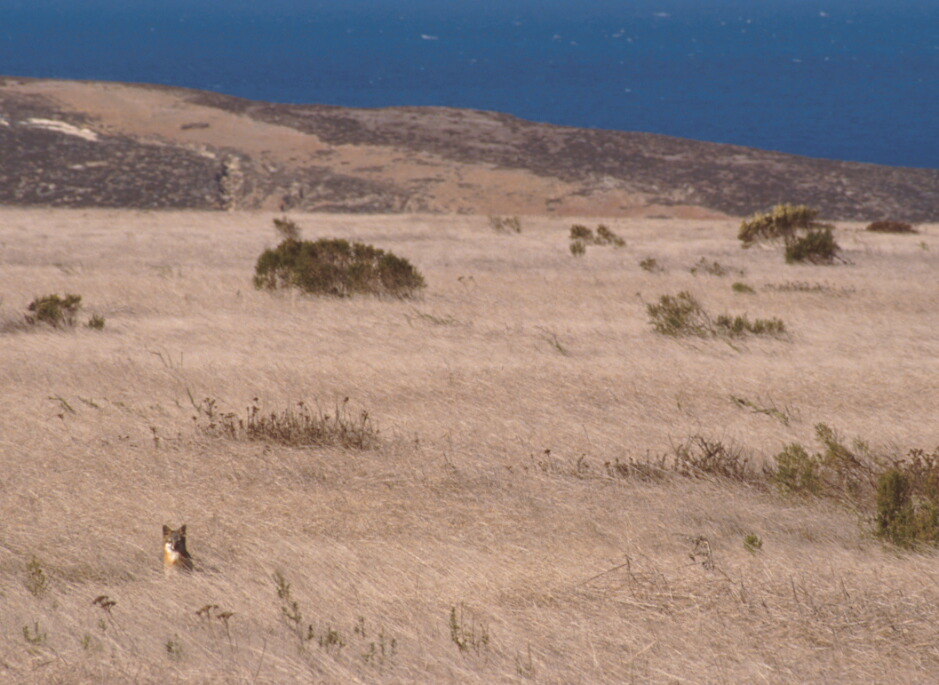
Insel-Graufuchs auf einer der kalifornischen Kanalinseln

Der Insel-Graufuchs stammt evolutionsgeschichtlich von dem auf dem nordamerikanischen Festland lebenden Graufuchs ab. Die geringe Körpergröße ist ein Ergebnis der Inselverzwergung. Noch in den 1970er Jahren wurde der Insel-Graufuchs vereinzelt als Unterart des Festland-Graufuchses eingeordnet. Aufgrund der morphologischen und genetischen Unterschiede zu dieser Fuchsart wird der Inselfuchs mittlerweile generell als eigenständige Art angesehen.
Es werden heute insgesamt sechs Unterarten des Insel-Graufuches unterschieden. Jede dieser Unterart ist auf einer der sechs kalifornischen Kanalinseln beheimatet:
- Urocyon littoralis littoralis, der auf der nur 37,7 Quadratkilometer großen Insel San Miguel lebt
- Urocyon littoralis santarosae, der auf der 213,6 Quadratkilometer großen Insel Santa Rosa beheimatet ist
- Urocyon littoralis santacruzae, der auf der 245,4 Quadratkilometer großen Insel Santa Cruz lebt
- Urocyon littoralis catalinae, der nur auf Santa Catalina vorkommt
- Urocyon littoralis clementae, der auf der Insel San Clemente lebt
- Urocyon littoralis dickeyi, der auf San Nicolas beheimatet ist.

Jeder Unterart sind jedoch genetische und phänotypische Merkmale eigen, mit denen sie sich deutlich von den anderen Unterarten unterscheiden. So verfügt jede Unterart beispielsweise über eine andere Anzahl von Schwanzwirbeln.

### Evolutionsgeschichte
Die Verzwergung des Insel-Graufuches ist eine Anpassung an die begrenzten Ressourcen, die auf den Inseln zur Verfügung stehen.
Es wird angenommen, dass die Füchse vor etwa 10.400 bis 16.000 Jahren auf die drei nördlichen Inseln San Miguel, Santa Cruz und Santa Rosa gelangten. Diese drei Inseln waren während der letzten Eiszeit offenbar leicht vom Festland aus zu erreichen: Während der Eiszeit sank der Meeresspiegel, so dass die drei Inseln San Miguel, Santa Cruz und Santa Rosa eine Landmasse bildeten und nur durch einen kleinen Kanal vom Festland getrennt waren. Auf die weiter vom Festland entfernten Inseln San Nicolas, Santa Catalina und San Clemente gelangten die Insel-Graufüchse offenbar erst später. Viele Autoren gehen davon aus, dass Chumash-Indianer, die die Füchse als heilige Tiere betrachteten, diese als Haustiere auf die Inseln verbrachten.
Belegt wird diese Einschätzung auch durch Fossilien und den genetischen Abstand zum Graufuchs des Festlandes. Auf San Clemente leben Insel-Graufüchse offenbar seit 3.400 bis 4.300 Jahren, auf San Nicolas seit etwa 2.200 Jahren. Die Unterart der Santa-Catalina-Füchse ist wahrscheinlich die am jüngsten entwickelte Unterart, wobei die Schätzungen, seit wann die Füchse sich auf dieser Insel befinden, weit auseinandergehen. Je nach Autor wird der Inselbestand seit 800 bis 3.800 Jahren auf Santa Catalina vermutet.
Zu den Kalifornischen Kanalinseln zählen zwei weitere Inseln, auf denen sich jedoch keine Fuchsbestände entwickeln konnten. Anacapa Island hat keine zuverlässigen Frischwasserquellen und die Insel Santa Barbara ist zu klein, um den Nahrungsansprüchen eines Fuchses zu genügen.

## Bestandsentwicklung
Die Bestandszahlen des Insel-Graufuchses sind gering. Die Fuchsart ist deshalb wie jede andere Art mit einer geringen Individuenzahl durch natürliche demografische Schwankungen und rasche Umweltveränderungen bedroht. Eine besondere Gefährdung einer solchen Art entsteht dann, wenn es zu extremen Umweltveränderungen, zu plötzlich auftretenden Epidemien sowie zu einer starken Zunahme von Raubtieren kommt. Beim Insel-Graufuchs ist innerhalb eines sehr geringen Zeitraums jeder dieser bedrohenden Faktoren eingetreten.

### Rückgang der Bestandszahlen seit 1994
Anfang der 1990er Jahre wurde ein starker Rückgang der Bestände der Insel-Graufüchse festgestellt. Auf der Insel San Miguel fiel der Bestand von 450 erwachsenen Tiere im Jahre 1994 auf lediglich noch 15 im Jahre 1999. Ähnlich dramatische Rückgänge der Population wurden auch für die Insel Santa Cruz festgestellt, wo der Bestand im selben Zeitraum von 2.000 erwachsenen Tieren auf 135 sank. Auf Santa Rosa, auf der noch 1994 1.500 Tiere gezählt wurden, lebten im Jahre 2000 nur noch 14 ausgewachsene Tiere.
2002 gab es auf San Miguel und Santa Rosa keine wild lebenden Füchse mehr. Die Individuenzahl dieser Unterarten waren zwar wieder auf 28 (San Miguel) beziehungsweise 45 Tiere angestiegen. Diese wurden jedoch in Gefangenschaft gehalten und nachgezüchtet. Seit 2002 werden auch auf Santa Cruz Füchse in Gefangenschaft nachgezüchtet, nachdem die Anzahl der in der Wildnis lebenden Füchse auf nur noch 60 bis 80 Individuen geschätzt wurde. Die Anzahl der auf San Clemente und auf San Nicolas lebenden Füchse wird jeweils auf etwas mehr als vierhundert Tiere geschätzt. Wie viele Füchse auf Santa Catalina leben, ist unbekannt, da sich diese Insel in Privatbesitz befindet.

### Steinadler als Ursache der Populationsabnahme

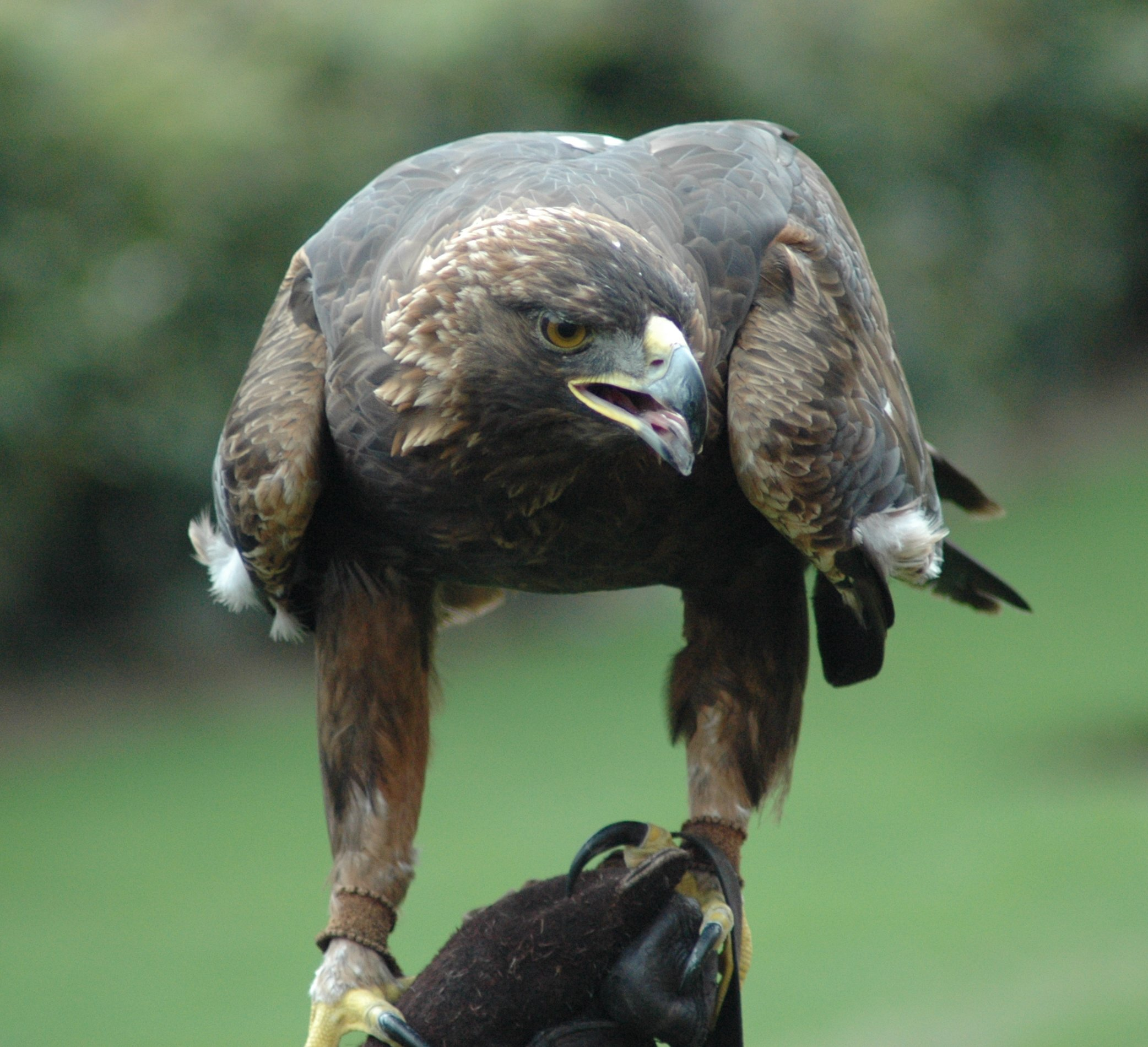
Steinadler sind eine der Hauptursachen für den dramatischen Rückgang der Insel-Graufuchspopulation

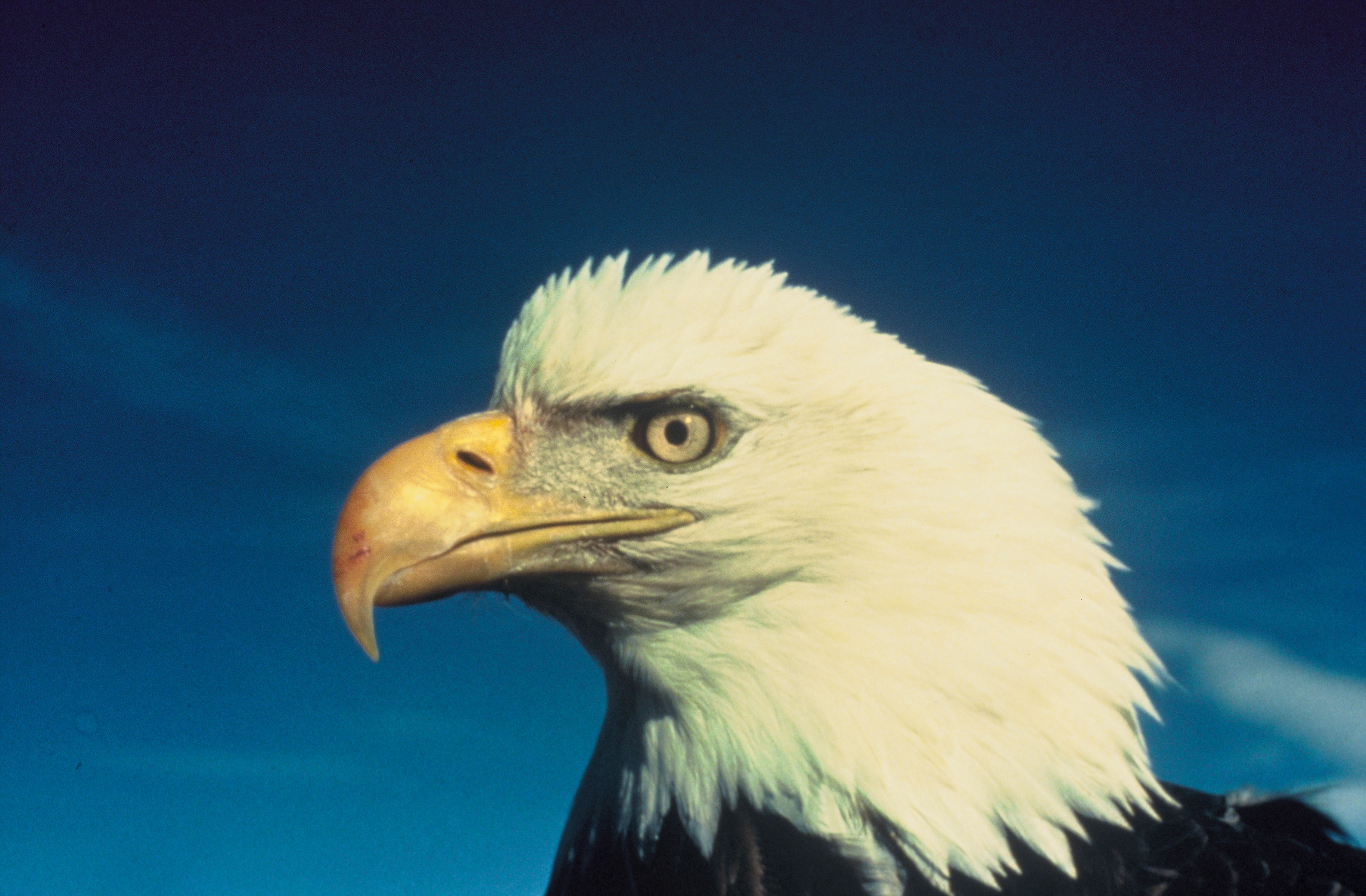
Die Wiederansiedelung des Weißkopfseeadlers gilt als eine der Maßnahmen zum Schutz des Insel-Graufuchses

Aufgrund von Beobachtungen und telemetrischen Untersuchungen stellte man fest, dass die Besiedlung der kalifornischen Kanalinseln durch den amerikanischen Steinadler die Hauptursache für den starken Populationsrückgang war. Für den Steinadler stellt der Insel-Graufuchs aufgrund seiner geringen Körpergröße eine ideale Beute dar.
Steinadler nutzen die Kanalinseln nach den Feststellungen von Biologen erst seit den 1990er Jahren als Jagdrevier. Das erste Nest von Steinadlern wurde sogar erst 1999 auf der Insel Santa Cruz entdeckt. Die Inseln sind für diese Adler aus zwei Gründen als Jagdrevier attraktiv geworden. Verwilderte Haustiere wie Katzen, Schweine, Schafe und Ziegen sind mittlerweile auf diesen Inseln heimisch und bieten den Adlern damit zusammen mit dem Insel-Graufuchs ausreichend Beute. Gleichzeitig sind die Bestände der ursprünglich hier lebenden Weißkopfseeadler aufgrund von DDT-Belastungen seit den 1960er Jahren stark zurückgegangen. Die Anwesenheit von Weißkopfseeadlern hatte vor allem wegen der Rivalität um Nistplätze dafür gesorgt, dass sich Steinadler nicht auf der Insel ansiedelten. Die Nahrungskonkurrenz der beiden Adlerarten ist hingegen gering, da Weißkopfseeadler überwiegend von Fischen leben.

### Weitere Ursachen des Bestandsrückgangs
Neben der zunehmenden Bejagung durch Steinadler haben auch auf die Inseln eingeschleppte Krankheiten und Parasiten die Fuchspopulation dezimiert. Aufgrund ihrer langen Isolation haben die Insel-Graufüchse keine Resistenz gegen die Parasiten und Krankheiten entwickelt, die für Hundeartige des Festlands typisch sind. So hat ein Ausbruch der Tollwut auf der Insel Santa Catalina im Jahre 1998 90 Prozent der Restpopulation getötet. Zum Rückgang tragen außerdem die durch Menschen bedingten Habitatzerstörungen bei. Die durch Menschen eingeführten und mittlerweile verwilderten Haustiere machen die Inseln nicht nur als Jagdrevier für Steinadler attraktiv, sondern verändern das Habitat der Inseln so stark, dass die Nahrungsgrundlage der Füchse gefährdet ist. Zu einer solchen Habitatveränderung haben auch die Bisons beigetragen, die in den 1920er Jahren durch ein Filmteam ausgesetzt wurden, als diese einen Western auf der Insel Santa Catalina drehten. Zudem stehen die Insel-Graufüchse in direkter Nahrungskonkurrenz zu verwilderten Hauskatzen.

## Schutzmaßnahmen
Tierschützer kämpften seit dem Jahr 2000 darum, vier der sechs Unterarten unter Schutz zu stellen. Im Jahre 2004 waren sie mit dieser Unternehmung erfolgreich. Vier der Unterarten sind seit 2004 in den USA gesetzlich als bedrohte Tierart geschützt, und es werden Anstrengungen unternommen, die Anzahl der Tiere zu erhöhen sowie das Ökosystem der Kanalinseln so zu stabilisieren, so dass ein Fortbestand der Arten möglich ist. Geschützt sind nun die Unterarten, die auf Santa Cruz, Santa Rosa, San Miguel und Santa Catalina beheimatet sind. Die IUCN listete die Insel-Graufüchse bis 2004 als eine Tierart mit nur geringem Gefährdungsgrad und änderte dann den Gefährdungsgrad in die (nach „ausgestorben“) höchste Bedrohungsstufe critically endangered (stark bedroht) an.

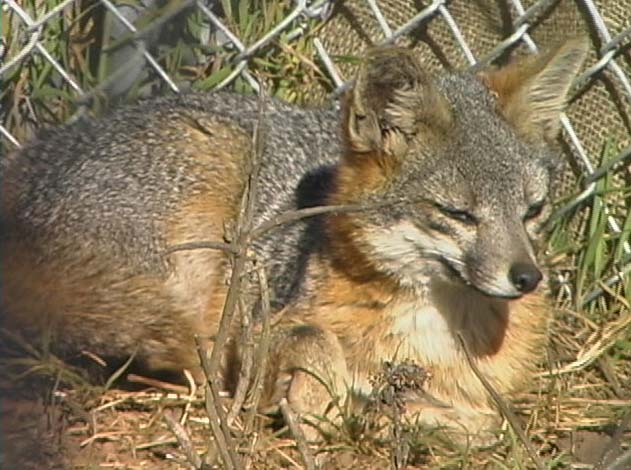
Zum Erhalt der Population werden Insel-Graufüchse in Gefangenschaft nachgezüchtet

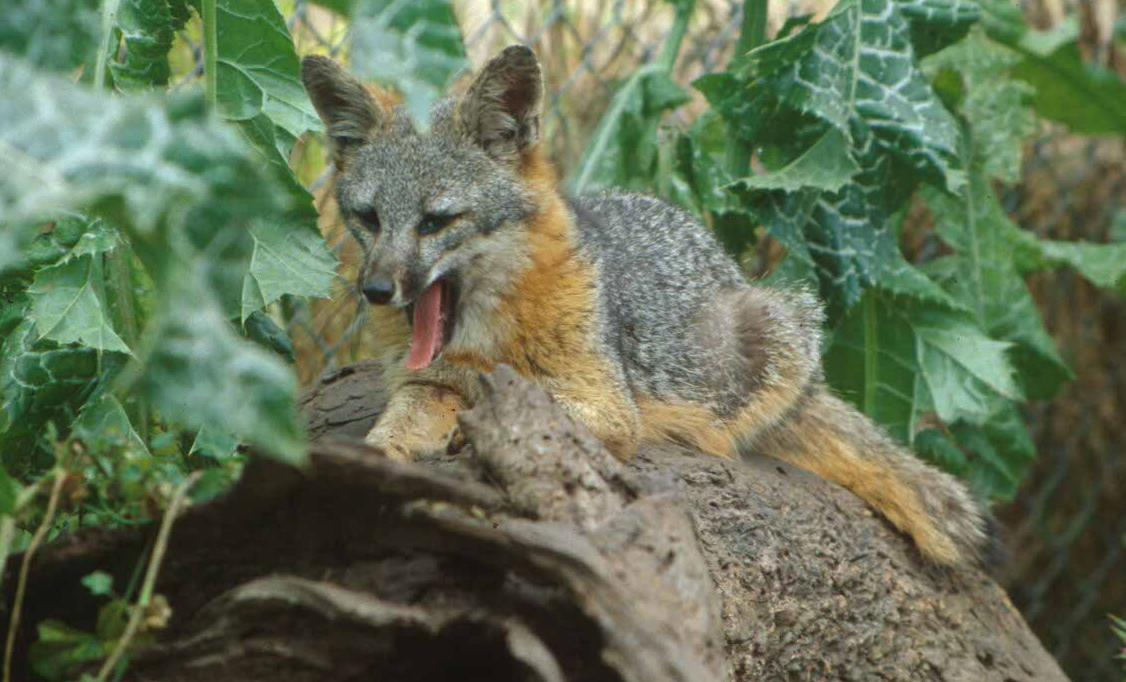
Gähnender Insel-Graufuchs

Zum Schutz des Insel-Graufuchses wurde eine Reihe von Maßnahmen eingeleitet. Zu den Schutzmaßnahmen gehört der Abschuss der Hausschweine auf Santa Cruz und Catilina, durch die die Nahrungsgrundlage der Füchse gefährdet war und die den Steinadler anlockten. Die Nationalparkverwaltung des Channel-Islands-Nationalparks hat die Einführung von Haustieren grundsätzlich untersagt, um damit Krankheitsübertragungen auszuschließen. Außerdem wurde auf San Miguel, Santa Rosa und Santa Cruz ein Zuchtprogramm etabliert, für das die Füchse eingefangen und in Gefangenschaft nachgezüchtet werden. Geplant ist, dass die bisher erfolgreichen Nachzuchten wieder in die Freiheit entlassen werden. Die Bedrohung durch den Steinadler verhindert derzeit die Freilassung der in Gefangenschaft nachgezüchteten Tiere.
Als eine Schlüsselmaßnahme für die Bestandserholung der Insel-Graufüchse gilt die Vertreibung des Steinadlers von den Kanalinseln. Sie werden eingefangen und auf dem Festland wieder freigelassen. Gleichzeitig versucht man, die Bestände des Weißkopfseeadlers zu schützen bzw. zu erhöhen, damit dieser im Lebensraum der Kanalinseln den Steinadler verdrängt. Beide Programme sind sehr ressourcen- und damit kostenintensiv und laufen somit in Gefahr, wieder ausgesetzt zu werden.
Die Schutzmaßnahmen erwiesen sich als erfolgreich. Der Bestand, der auf Santa Cruz auf etwa 100 Füchse geschrumpft war, lag 2015 bei 2150 Tieren. Die United States Fish and Wildlife Service kündigte an, drei Unterarten des Insel-Graufuchses wieder von der Liste der bedrohten Tiere zu nehmen.

## Insel-Graufüchse als Bedrohung einer Unterart des Louisianawürgers
Auf der Insel San Clemente lebt eine Population des stark bedrohten San-Clemente-Würgers (Lanius ludovicianus mearnsi), einer Unterart des Louisianawürgers. Diese Vogelart gehört unter anderem zum Beutespektrum des Insel-Graufuchses. Zu den Schutzmaßnahmen zugunsten dieser Vogelart zählte bis zum Jahr 2000 der Fang und die Tötung von Insel-Graufüchsen durch die auf dieser Insel ansässige United States Navy. Seitdem Naturschützer auf die starke Bedrohung des Insel-Graufuchses aufmerksam gemacht haben, ergreift die Navy andere Maßnahmen, um die Population dieser Würgerart zu erhalten. Zu den neuen Schutzmaßnahmen gehört das Einfangen und Gefangenhalten der Füchse während der Brutzeit der Würger und die Installation von elektrischen Zäunen rund um die Brutreviere der Würger. Die IUCN weist jedoch darauf hin, dass die Auswirkung der Einfangaktionen auf das Fortpflanzungsverhalten der Füchse durchaus dazu beigetragen haben mag, dass auch auf dieser Insel die Individuenzahlen seit den 1990er Jahren um 60 Prozent zurückgegangen sind, und fordert deshalb eine Überprüfung dieser Vorgehensweise.

## Belege
1. 1 2  
Urocyon littoralis in der Roten Liste gefährdeter Arten der IUCN 2012.2. Eingestellt von: G.W. Roemer, T.K. Fuller, R. List, R.K. Wayne (IUCN SSC Canid Specialist Group - Island Fox Working Group), 2008. Abgerufen am 28. April 2013.
2. ↑  W. C. Wozencraft: "Order Carnivora", in: D. E. Wilson, D. M. Reeder (Hrsg.): Mammal Species of the World: A Taxonomic and Geographic Reference (3. Auflage), Johns Hopkins University Press, S. 583, ISBN 978-0-8018-8221-0
3. 1 2  
Kerstin Lindblad-Toh et al.: Genome sequence, comparative analysis and haplotype structure of the domestic dog. Nature 438, Dezember 2005; Seite 803–819. (Abstract).
4. 1 2 3  
Don E. Wilson & DeeAnn M. Reeder (Hrsg.):  Urocyon littoralis (Memento vom 7. März 2016 im Internet Archive) in Mammal Species of the World. A Taxonomic and Geographic Reference (3rd ed).
5. 1 2  
Claybourne M. Moore, Paul W. Collins: Urocyon littoralis (Carnivora: Canidae). In: Mammalian Species. Band 498, 1995, S. 1–7 (Volltext [PDF; 907 kB]). Volltext (Memento vom 30. April 2015 im Internet Archive)
6. ↑  
Katrin Nyakatura, Olaf RP Bininda-Emonds: Updating the evolutionary history of Carnivora (Mammalia): a new species-level supertree complete with divergence time estimates. BMC Biology 10, 2012. doi:10.1186/1741-7007-10-12
7. ↑  Christina Boser: Endangered Island Foxes Break Record for Fast Recovery. In: The Nature Conservancy. Abgerufen am 23. Dezember 2018 (englisch).